# Relaciones Australia-Paraguay

Valor mensual de las exportaciones de mercancías australianas a Paraguay (en millones de dólares australianos) desde 1988.

Las relaciones Australia-Paraguay son las relaciones internacionales entre la República del Paraguay y la Mancomunidad de Australia, ambas naciones ubicadas en el hemisferio Sur. Las relaciones diplomáticas se establecieron en 1974. Paraguay tiene una embajada en Canberra, mientras que Australia tiene un embajador no residente en Buenos Aires. Ambos países son miembros del Grupo de Cairns.

## Relaciones diplomáticas
Australia y Paraguay establecieron relaciones diplomáticas en 1974, y el primer embajador de Australia en Paraguay, H.A. Dunn, presentó sus credenciales el 6 de octubre de 1976. Un consulado paraguayo estuvo presente en Melbourne en 2008. Las relaciones diplomáticas y consulares entre Australia y Paraguay se restablecieron se establecieron en 2011. En enero de 2011, Australia abrió un consulado honorario en la ciudad de Asunción, con el oficial Yan Speranza, también director ejecutivo de la Fundación Moisés Bertoni en Paraguay, actuando en su condición de cónsul. El consulado honorario ofrece servicios consulares limitados a los australianos en Paraguay. Septiembre de 2011, cuando Paraguay abrió una embajada en Canberra, con los diplomáticos Esteban Bedoya y Yuli Kujawa presentes hasta 2014.

## Relaciones culturales
El acontecimiento más notable entre Australia y Paraguay fue el establecimiento de Nueva Australia, un asentamiento socialista en Paraguay fundado por el Nuevo Movimiento Australiano Australiano. Este movimiento fue fundado por William Lane. Lane reclutó 220 esquiladores, stockmen y unionistas y navegó de Sídney en julio de 1893 a Paraguay. En ese momento, el gobierno paraguayo estaba interesado en conseguir que la migración australiana impulsara a la población de jóvenes a reconstruir la población ya impulsar la economía local y el Gobierno había ofrecido al grupo una gran área de buena tierra. El acontecimiento más notable entre Australia y el Paraguay fue la creación de Nueva Australia, un asentamiento socialista en Paraguay fundado por el Nuevo Movimiento Australiano Australiano. Este movimiento fue fundado por William Lane. Lane reclutó 220 esquiladores, stockmen y unionistas y navegó de Sídney en julio de 1893 para Paraguay. En ese momento, el gobierno estaba interesado en conseguir que la migración australiana impulsara a la población de jóvenes una reconstrucción de la población y impulsar la economía local y el gobierno había ofrecido al grupo de gran tierra de buena tierra.

## Comercio
El comercio bilateral entre Australia y Paraguay es pequeño, reflejándose en los acuerdos que suceden a veces en lugar de arreglos continuos de suministro. En 2013-14, el comercio de mercancías de dos vías ascendió a AUD $ 3,4 millones, de los cuales AUD $ 1,3 millones correspondieron a exportaciones australianas, compuestas principalmente de papel y productos de papel, equipos de ingeniería civil y máquinas herramientas para trabajar metal. Las principales importaciones de Australia del Paraguay (2013-14) fueron las semillas oleaginosas y las frutas oleaginosas. En diciembre de 2009, P & O Maritime Services adquirió una participación del 70 por ciento en el negocio de Bateo a Granel del Grupo Dos Santos, un negocio de navegación fluvial basado en Asunción. La oficina central de P & O tiene su sede en Melbourne y la compañía mantiene operaciones en cinco puertos australianos. Puede haber algunas aperturas para la inversión en el sector agroindustrial y para la exportación de productos relacionados con la agricultura y otros y servicios de Australia. Hasta la fecha, la industria minera en Paraguay ha estado relativamente subdesarrollada, pero el reciente descubrimiento de uno de los tres depósitos más grandes del mundo de ilmenita (un mineral de titanio) tiene el potencial de expandir enormemente la minería en el país. Empresas australianas con intereses existentes en Argentina, Brasil y Uruguay pueden encontrar que los estrechos lazos comerciales que estos países tienen con Paraguay pueden facilitar la entrada en el mercado paraguayo. En 2011 se formó la Cámara de Comercio Paraguayo-Australiana. Esta organización trabaja en estrecha colaboración con la Embajada de Australia en Buenos Aires para facilitar y fomentar el comercio y la inversión entre los dos países.

## Visitas de alto nivel
- Abril de 2013 - Una delegación parlamentaria australiana encabezada por la entonces presidenta Anna Burke visitó Paraguay.[8]
- Mayo de 2014 - Paraguay estuvo representado en la Conferencia de Minería Subacuática de 2014 en Sídney por un funcionario de su Ministerio de Minas y Energía.[8]

## Paraguayos australianos notables
- León Cadogan – ecologista paraguayo
- Gilbert Casey – (1856-1946) Cofundador de Nueva Australia y Jefe de Policía; Sindicalista australiano
- Mary Gilmore – socialista poeta y periodista australiano.
- William Lane – (1861–1917) Fundador de Nueva Australia; Pionero del movimiento obrero australiano y utopía.
- Rose Summerfield – Feminista australiana y activista sindical.
- Robin Wood – Escritor de historietas paraguayo